# 卡莫里丁·塔季耶夫
卡莫里丁·塔季耶夫（Камолиддин Таджиев，1983年5月3日—），是一名乌兹别克职业足球运动员，现效力于乌兹别克职业足球联赛球队棉农，司职后卫。

## 俱乐部生涯
2001年，塔季耶夫在乌兹别克低级别联赛球队塔什干阿卡德米开始职业足球生涯，一年后转会加盟国内豪门球队棉农。在加盟球队的前几年，他并没有获得太多的出场机会，2006年被租借到吉扎克栗特。回到棉农后他开始成为球队主力，并代表球队参加亚洲冠军联赛。2011年7月5日，中国足球超级联赛球队江苏舜天宣布塔季耶夫加盟球队。